# 2009: Lost Memories
Pour plus de détails, voir Fiche technique et Distribution.
2009: Lost Memories (2009 로스트 메모리즈) est un film nippo-sud-coréen uchronique réalisé par Lee Si-myung, sorti en 2002. Il est inspiré d'un roman de Bok Geo-il édité en 1987, mais ce dernier refusera d'en être crédité.

## Synopsis
À la suite de l'échec de l'assassinat de Hirobumi Itō en gare de Harbin en 1909 (assassinat considéré par la Corée comme un acte héroïque déterminant pour son indépendance actuelle), l'Histoire n'est plus la même : l'Empire coréen est devenu territoire japonais, le Japon fut un allié des États-Unis durant la Seconde Guerre mondiale et c'est sur Berlin que la bombe atomique a été lâchée.
Nous sommes en 2009. L'Empire coréen est donc sous le joug japonais et les indépendantistes coréens (ceux qui auraient échoué dans l'assassinat) sont dans la clandestinité et considérés comme des terroristes. Deux agents du JBI (équivalent japonais du FBI), dont l'un est d'origine coréenne et fils d'un policier ayant déjà collaboré avec des indépendantistes, enquêtent sur les agissements d'un groupe de terroristes appelés les Hureisenjin et dont les actions paraissent incompréhensibles...

## Fiche technique
- Titre : 2009: Lost Memories
- Titre original : 2009 로스트 메모리즈
- Réalisation : Lee Si-myung
- Scénario : Lee Sang-hak et Lee Si-myung
- Production : Kim Yun-yeong, Seo Jun-won, Yang Si-yeong, Shinichiro Nakada, Yang Su-yeon et Ryu Gye-jin
- Musique : Lee Dong-june
- Photographie : Park Hyeon-cheol
- Montage : Gyeong Min-ho
- Décors : Kim Ki-chul
- Pays d'origine : Corée du Sud/Japon
- Langue : Coréen / Japonais
- Format : Couleurs - 2,35:1 - DTS / Dolby Digital / SDDS - 35 mm
- Genre : Action, science-fiction et thriller
- Durée : 136 minutes
- Date de sortie : 1er février 2002 (Corée du Sud)

## Distribution
- Jang Dong-gun (VF : Eric Legrand) : Sakamoto Masayuki
- Tōru Nakamura (VF : Olivier Destrez) : Shojiro Saigo
- Seo Jin-ho : Oh Hye-rin
- Shin Gu : Takahashi
- Ahn Kil-gang : Lee Myung-hak
- Cho Sang-keun : Kim Dae-sung

## Récompenses
- Prix du meilleur nouveau réalisateur, meilleurs effets sonores, meilleur second rôle masculin (Tôru Nakamura) et meilleurs effets visuels (Chang Sung-ho), lors des Grand Bell Awards 2002.
- Nomination pour le prix du meilleur film du festival Fantasporto 2003.
- Prix du Public du festival du film fantastique Fantastic'Arts 2003.